# Jakob Roman
‎Jakob Roman, italijanski jezuit, pedagog, filozof in teolog, * 20. julij 1648, Čedad, † 20. september 1731, Gradec.
Bil je rektor Jezuitskega kolegija v Ljubljani (6. oktober 1697 - 1. januar 1701) in v Gorici (19. september 1701-2. oktober 1704).
Poleg tega je poučeval tudi v Gradcu.